# Elezioni comunali in Campania del 2010
Le elezioni comunali in Campania del 2010 si tennero il 28-29 marzo, con ballottaggio l'11-12 aprile.

## Napoli

### Arzano
| Candidati                                              | Candidati                            | Voti                        | %     | Liste                   | Voti   | %     | Seggi |
| ------------------------------------------------------ | ------------------------------------ | --------------------------- | ----- | ----------------------- | ------ | ----- | ----- |
|                                                        | Giuseppe Antonio Fuschino ✔️ Sindaco | 11.325                      | 53,80 | Il Popolo della Libertà | 4.608  | 22,96 | 9     |
| Con Fuschino Sindaco                                   | Giuseppe Antonio Fuschino ✔️ Sindaco | 11.325                      | 53,80 | 2.727                   | 13,59  | 5     |       |
| Uniti per Arzano (Nuovo PSI-Lista Civica)              | Giuseppe Antonio Fuschino ✔️ Sindaco | 11.325                      | 53,80 | 1.636                   | 8,15   | 3     |       |
| Cristano Riformisti                                    | Giuseppe Antonio Fuschino ✔️ Sindaco | 11.325                      | 53,80 | 986                     | 4,91   | 1     |       |
| Udeur                                                  | Giuseppe Antonio Fuschino ✔️ Sindaco | 11.325                      | 53,80 | 440                     | 2,19   | -     |       |
| Alleanza di Centro per la Libertà-Democrazia Cristiana | Giuseppe Antonio Fuschino ✔️ Sindaco | 11.325                      | 53,80 | 292                     | 1,45   | -     |       |
| La Destra                                              | Giuseppe Antonio Fuschino ✔️ Sindaco | 11.325                      | 53,80 | 141                     | 0,70   | -     |       |
| Pensionati Uniti                                       | Giuseppe Antonio Fuschino ✔️ Sindaco | 11.325                      | 53,80 | 40                      | 0,20   | -     |       |
|                                                        | Margherita Aruta                     | 4.690                       | 22,28 | Partito Democratico     | 1.603  | 7,99  | 2     |
| Partito Socialista Italiano                            | Margherita Aruta                     | 4.690                       | 22,28 | 1.138                   | 5,67   | 1     |       |
| Unione di Centro                                       | Margherita Aruta                     | 4.690                       | 22,28 | 1.037                   | 5,17   | 1     |       |
| Movimento per le Autonomie                             | Margherita Aruta                     | 4.690                       | 22,28 | 668                     | 3,33   | 1     |       |
| Seggio al candidato sindaco                            | Seggio al candidato sindaco          | Seggio al candidato sindaco | 22,28 | 1                       |        |       |       |
|                                                        | Vincenzo Cozzolino                   | 4.661                       | 22,14 | Italia dei Valori       | 2.222  | 11,07 | 3     |
| Lista Cozzolino                                        | Vincenzo Cozzolino                   | 4.661                       | 22,14 | 824                     | 4,11   | 1     |       |
| Socialisti Democratici                                 | Vincenzo Cozzolino                   | 4.661                       | 22,14 | 782                     | 3,90   | 1     |       |
| Federazione della Sinistra                             | Vincenzo Cozzolino                   | 4.661                       | 22,14 | 546                     | 2,72   | -     |       |
| Seggio al candidato sindaco                            | Seggio al candidato sindaco          | Seggio al candidato sindaco | 22,14 | 1                       |        |       |       |
|                                                        | Michele Ferraiuolo                   | 375                         | 1,78  | Alleanza di Popolo      | 380    | 1,89  | -     |
| Totale                                                 | Totale                               | 20.070                      | 100   |                         | 21.051 | 100   | 30    |

### Bacoli
| Candidati                   | Candidati                              | Voti                        | %     | Liste                   | Voti   | %     | Seggi |
| --------------------------- | -------------------------------------- | --------------------------- | ----- | ----------------------- | ------ | ----- | ----- |
|                             | Ermanno Schiano Accede al ballottaggio | 8.164                       | 48,91 | Il Popolo della Libertà | 5.718  | 36,06 | 9     |
| Il Faro delle Libertà       | Ermanno Schiano Accede al ballottaggio | 8.164                       | 48,91 | 2.218                   | 13,99  | 3     |       |
|                             | Carlo Giampaolo Accede al ballottaggio | 5.114                       | 30,46 | Partito Democratico     | 3.428  | 21,62 | 5     |
| Italia dei Valori           | Carlo Giampaolo Accede al ballottaggio | 5.114                       | 30,46 | 524                     | 3,30   | 2     |       |
| Sinistra Ecologia Libertà   | Carlo Giampaolo Accede al ballottaggio | 5.114                       | 30,46 | 475                     | 3,00   | -     |       |
| Seggio al candidato sindaco | Seggio al candidato sindaco            | Seggio al candidato sindaco | 30,46 | 1                       |        |       |       |
|                             | Gaetano Antonio Pellegrino             | 869                         | 5,21  | Ci Mettiamo la Faccia   | 944    | 5,95  | -     |
| Seggio al candidato sindaco | Seggio al candidato sindaco            | Seggio al candidato sindaco | 5,21  | 1                       |        |       |       |
|                             | Vincenzo Marotta                       | 863                         | 5,01  | Unione di Centro        | 884    | 5,57  | -     |
| Seggio al candidato sindaco | Seggio al candidato sindaco            | Seggio al candidato sindaco | 5,01  | 1                       |        |       |       |
|                             | Antonio Di Meo                         | 824                         | 4,94  | Il Centro per Bacoli    | 722    | 4,55  | -     |
|                             | Gianluca Schiano                       | 679                         | 4,07  | L'Alternativa           | 707    | 4,46  | -     |
|                             | Mario Donadio                          | 207                         | 1,24  | Democrazia Cristiana    | 237    | 1,49  | -     |
| Totale                      | Totale                                 | 15.857                      | 100   |                         | 16.693 | 100   | 20    |

### Caivano
| Candidati                   | Candidati                              | Voti                        | %      | Liste                             | Voti   | %      | Seggi |
| --------------------------- | -------------------------------------- | --------------------------- | ------ | --------------------------------- | ------ | ------ | ----- |
|                             | Antonio Falco Accede al ballottaggio   | 8.883                       | 39,15  | Italia Popolare-Popolari          | 2.603  | 11,94  | 6     |
| Unione di Centro            | Antonio Falco Accede al ballottaggio   | 8.883                       | 39,15  | 2.113                             | 9,69   | 4      |       |
| Alleanza per l'Italia       | Antonio Falco Accede al ballottaggio   | 8.883                       | 39,15  | 1.556                             | 7,14   | 3      |       |
| Socialisti per Caivano      | Antonio Falco Accede al ballottaggio   | 8.883                       | 39,15  | 1.309                             | 6,00   | 3      |       |
| Movimento per l'Autonomia   | Antonio Falco Accede al ballottaggio   | 8.883                       | 39,15  | 892                               | 4,09   | 2      |       |
| Repubblicani Democratici    | Antonio Falco Accede al ballottaggio   | 8.883                       | 39,15  | 280                               | 1,28   | -      |       |
|                             | Simone Monopoli Accede al ballottaggio | 8.758                       | 38,82  | Alleanza di Centro per la Libertà | 2.617  | 12,00  | 3     |
| Il Popolo della Libertà     | Simone Monopoli Accede al ballottaggio | 8.758                       | 38,82  | 2.585                             | 11,86  | 3      |       |
| Alleanza di Popolo          | Simone Monopoli Accede al ballottaggio | 8.758                       | 38,82  | 1.389                             | 6,37   | 3      |       |
| Nuova Italia                | Simone Monopoli Accede al ballottaggio | 8.758                       | 38,82  | 1.167                             | 5,35   | 1      |       |
| Udeur                       | Simone Monopoli Accede al ballottaggio | 8.758                       | 38,82  | 599                               | 2,75   | -      |       |
| Democrazia Cristiana        | Simone Monopoli Accede al ballottaggio | 8.758                       | 38,82  | 33                                | 0,15   | -      |       |
| Seggio al candidato sindaco | Seggio al candidato sindaco            | Seggio al candidato sindaco | 38,82  | 1                                 |        |        |       |
|                             | Francesco Casaburo                     | 2.926                       | 12,97  | Partito Democratico               | 2.064  | 9,47   | 2     |
| Italia dei Valori           | Francesco Casaburo                     | 2.926                       | 12,97  | 677                               | 3,11   | -      |       |
| Federazione della Sinistra  | Francesco Casaburo                     | 2.926                       | 12,97  | 135                               | 0,62   | -      |       |
| Seggio al candidato sindaco | Seggio al candidato sindaco            | Seggio al candidato sindaco | 12,97  | 1                                 |        |        |       |
|                             | Vincenzo Falco                         | 882                         | 3,91   | Sinistra Ecologia Libertà         | 798    | 3,66   | -     |
|                             | Luigi Padricelli                       | 701                         | 3,11   | La Destra - Fiamma Tricolore      | 287    | 1,32   | -     |
| Caivano Futura              | Luigi Padricelli                       | 701                         | 3,11   | 282                               | 1,29   | -      |       |
|                             | Carlo Ciccarelli                       | 461                         | 2,04   | Rilanciamo Caivano                | 416    | 1,91   | -     |
| Totale                      | Totale                                 | 21.802                      | 100,00 |                                   | 22.561 | 100,00 | 30    |

### Castellammare di Stabia
| Candidati                               | Candidati                   | Voti                        | %      | Liste                      | Voti   | %      | Seggi |
| --------------------------------------- | --------------------------- | --------------------------- | ------ | -------------------------- | ------ | ------ | ----- |
|                                         | Luigi Bobbio ✔️ Sindaco     | 21.407                      | 52,95  | Il Popolo della Libertà    | 5.459  | 14,06  | 5     |
| Una Nuova Città                         | Luigi Bobbio ✔️ Sindaco     | 21.407                      | 52,95  | 3.768                      | 9,60   | 3      |       |
| Movimento per l'Autonomia               | Luigi Bobbio ✔️ Sindaco     | 21.407                      | 52,95  | 2.144                      | 5,52   | 2      |       |
| Uniti per Stabia                        | Luigi Bobbio ✔️ Sindaco     | 21.407                      | 52,95  | 1.920                      | 4,94   | 2      |       |
| Stabia Rialzati                         | Luigi Bobbio ✔️ Sindaco     | 21.407                      | 52,95  | 1.611                      | 4,15   | 1      |       |
| Società Civile per Stabiae              | Luigi Bobbio ✔️ Sindaco     | 21.407                      | 52,95  | 1.508                      | 3,88   | 1      |       |
| Stabia in Movimento                     | Luigi Bobbio ✔️ Sindaco     | 21.407                      | 52,95  | 1.195                      | 3,08   | 1      |       |
| Agorà                                   | Luigi Bobbio ✔️ Sindaco     | 21.407                      | 52,95  | 1.193                      | 3,07   | 1      |       |
| Nuovo PSI-Partito Repubblicano Italiano | Luigi Bobbio ✔️ Sindaco     | 21.407                      | 52,95  | 1.097                      | 2,82   | 1      |       |
| Udeur                                   | Luigi Bobbio ✔️ Sindaco     | 21.407                      | 52,95  | 1.008                      | 2,60   | 1      |       |
| Noi Sud                                 | Luigi Bobbio ✔️ Sindaco     | 21.407                      | 52,95  | 580                        | 1,49   | -      |       |
| Movimento Democratico Ambientalista     | Luigi Bobbio ✔️ Sindaco     | 21.407                      | 52,95  | 1.008                      | 2,60   | 1      |       |
|                                         | Salvatore Vozza             | 12.973                      | 32,09  | Partito Democratico        | 4.962  | 12,78  | 4     |
| Sinistra Ecologia Libertà               | Salvatore Vozza             | 12.973                      | 32,09  | 3.348                      | 8,62   | 3      |       |
| Italia dei Valori                       | Salvatore Vozza             | 12.973                      | 32,09  | 2.356                      | 6,07   | 2      |       |
| Federazione della Sinistra              | Salvatore Vozza             | 12.973                      | 32,09  | 1.062                      | 2,73   | -      |       |
| Seggio al candidato sindaco             | Seggio al candidato sindaco | Seggio al candidato sindaco | 32,09  | 1                          |        |        |       |
|                                         | Nicola Corrado              | 2.769                       | 6,85   | Con Nicola Corrado Sindaco | 1.959  | 5,04   | -     |
| Seggio al candidato sindaco             | Seggio al candidato sindaco | Seggio al candidato sindaco | 6,85   | 1                          |        |        |       |
|                                         | Antonio Sicignano           | 1.173                       | 2,90   | Cdl Stabia                 | 911    | 2,35   | -     |
| Stabia Cambia                           | Antonio Sicignano           | 1.173                       | 2,90   | 330                        | 0,85   | -      |       |
| Seggio al candidato sindaco             | Seggio al candidato sindaco | Seggio al candidato sindaco | 2,90   | 1                          |        |        |       |
|                                         | Rosa Cuomo                  | 1.073                       | 2,65   | Costruiamo Insieme         | 981    | 2,53   | -     |
| Totale                                  | Totale                      | 38.837                      | 100,00 |                            | 40.432 | 100,00 | 30    |

### Ercolano
| Candidati                            | Candidati                      | Voti                        | %     | Liste                         | Voti   | %     | Seggi |
| ------------------------------------ | ------------------------------ | --------------------------- | ----- | ----------------------------- | ------ | ----- | ----- |
|                                      | Vincenzo Strazzullo ✔️ Sindaco | 21.887                      | 65,87 | Partito Democratico           | 12.134 | 37,28 | 13    |
| Alleanza per l'Italia                | Vincenzo Strazzullo ✔️ Sindaco | 21.887                      | 65,87 | 3.451                         | 10,60  | 3     |       |
| Italia dei Valori                    | Vincenzo Strazzullo ✔️ Sindaco | 21.887                      | 65,87 | 2.303                         | 7,08   | 2     |       |
| Partito Socialista Italiano          | Vincenzo Strazzullo ✔️ Sindaco | 21.887                      | 65,87 | 1.446                         | 4,44   | 1     |       |
| Unione di Centro                     | Vincenzo Strazzullo ✔️ Sindaco | 21.887                      | 65,87 | 1.344                         | 4,13   | 1     |       |
| Sinistra Ecologia Libertà            | Vincenzo Strazzullo ✔️ Sindaco | 21.887                      | 65,87 | 1.294                         | 3,98   | 1     |       |
| Federazione dei Verdi-Insieme si Può | Vincenzo Strazzullo ✔️ Sindaco | 21.887                      | 65,87 | 462                           | 1,42   | -     |       |
|                                      | Ciro Cozzolino                 | 6.994                       | 21,05 | Il Popolo della Libertà       | 5.953  | 18,29 | 5     |
| La Destra - Fiamma Tricolore         | Ciro Cozzolino                 | 6.994                       | 21,05 | 300                           | 0,92   | -     |       |
| Seggio al candidato sindaco          | Seggio al candidato sindaco    | Seggio al candidato sindaco | 21,05 | 1                             |        |       |       |
|                                      | Nunzio Di Martino              | 2.431                       | 7,32  | I Giovani per il Rinnovamento | 940    | 2,89  | 1     |
| Udeur                                | Nunzio Di Martino              | 2.431                       | 7,32  | 756                           | 2,32   | -     |       |
| Alleanza di Popolo                   | Nunzio Di Martino              | 2.431                       | 7,32  | 423                           | 1,30   | -     |       |
| Seggio al candidato sindaco          | Seggio al candidato sindaco    | Seggio al candidato sindaco | 7,32  | 1                             |        |       |       |
|                                      | Antonio Ascione                | 1.395                       | 4,20  | Movimento per le Autonomie    | 1.248  | 3,83  | -     |
| Seggio al candidato sindaco          | Seggio al candidato sindaco    | Seggio al candidato sindaco | 4,20  | 1                             |        |       |       |
|                                      | Renato Sellitto                | 522                         | 1,57  | Federazione della Sinistra    | 490    | 1,51  | -     |
| Totale                               | Totale                         | 32.544                      | 100   |                               | 33.229 | 100   | 30    |

### Frattamaggiore
| Candidati                                                                          | Candidati                   | Voti                        | %     | Liste                   | Voti   | %     | Seggi |
| ---------------------------------------------------------------------------------- | --------------------------- | --------------------------- | ----- | ----------------------- | ------ | ----- | ----- |
|                                                                                    | Francesco Russo ✔️ Sindaco  | 13.218                      | 62,29 | Partito Democratico     | 6.490  | 31,45 | 10    |
| Unione di Centro                                                                   | Francesco Russo ✔️ Sindaco  | 13.218                      | 62,29 | 2.801                   | 13,57  | 4     |       |
| Italia dei Valori                                                                  | Francesco Russo ✔️ Sindaco  | 13.218                      | 62,29 | 1.916                   | 9,29   | 3     |       |
| Alleanza per l'Italia-Repubblicani Democratici                                     | Francesco Russo ✔️ Sindaco  | 13.218                      | 62,29 | 1.237                   | 5,99   | 2     |       |
| Sinistra per Frattamaggiore (Sinistra Ecologia Libertà-Federazione della Sinistra) | Francesco Russo ✔️ Sindaco  | 13.218                      | 62,29 | 416                     | 2,02   | -     |       |
|                                                                                    | Michele Granata             | 4.615                       | 21,75 | Il Popolo della Libertà | 2.476  | 12,00 | 4     |
| Nuovo PSI                                                                          | Michele Granata             | 4.615                       | 21,75 | 562                     | 2,72   | -     |       |
| La Destra                                                                          | Michele Granata             | 4.615                       | 21,75 | 300                     | 1,45   | -     |       |
| Alleanza di Centro per la Libertà                                                  | Michele Granata             | 4.615                       | 21,75 | 289                     | 1,40   | -     |       |
| Seggio al candidato sindaco                                                        | Seggio al candidato sindaco | Seggio al candidato sindaco | 21,75 | 1                       |        |       |       |
|                                                                                    | Luigi Grimaldi              | 3.386                       | 15,96 | Impegno Popolare        | 2.567  | 12,44 | 4     |
| Partito Repubblicano Italiano                                                      | Luigi Grimaldi              | 3.386                       | 15,96 | 580                     | 2,81   | 1     |       |
| Alleanza Frattese                                                                  | Luigi Grimaldi              | 3.386                       | 15,96 | 372                     | 1,80   | -     |       |
| La Svolta                                                                          | Luigi Grimaldi              | 3.386                       | 15,96 | 302                     | 1,46   | -     |       |
| Udeur                                                                              | Luigi Grimaldi              | 3.386                       | 15,96 | 218                     | 1,06   | -     |       |
| Democrazia Cristiana                                                               | Luigi Grimaldi              | 3.386                       | 15,96 | 109                     | 0,53   | -     |       |
| Seggio al candidato sindaco                                                        | Seggio al candidato sindaco | Seggio al candidato sindaco | 15,96 | 1                       |        |       |       |
| Totale                                                                             | Totale                      | 20.635                      | 100   |                         | 21.219 | 100   | 30    |

### Mugnano di Napoli
| Candidati                   | Candidati                                  | Voti                        | %     | Liste                       | Voti   | %     | Seggi |
| --------------------------- | ------------------------------------------ | --------------------------- | ----- | --------------------------- | ------ | ----- | ----- |
|                             | Giovanni Porcelli Accede al ballottaggio   | 6.275                       | 30,73 | Unione di Centro            | 1.449  | 7,39  | 5     |
| Italia dei Valori           | Giovanni Porcelli Accede al ballottaggio   | 6.275                       | 30,73 | 1.241                       | 6,33   | 4     |       |
| Giovanni Porcelli Sindaco   | Giovanni Porcelli Accede al ballottaggio   | 6.275                       | 30,73 | 1.145                       | 5,84   | 3     |       |
| Democratici in Movimento    | Giovanni Porcelli Accede al ballottaggio   | 6.275                       | 30,73 | 927                         | 4,73   | 3     |       |
| Alleanza per l'Italia       | Giovanni Porcelli Accede al ballottaggio   | 6.275                       | 30,73 | 727                         | 3,71   | 2     |       |
| Movimento per le Autonomie  | Giovanni Porcelli Accede al ballottaggio   | 6.275                       | 30,73 | 512                         | 2,61   | 1     |       |
| Peter Pan per Mugnano       | Giovanni Porcelli Accede al ballottaggio   | 6.275                       | 30,73 | 125                         | 0,64   | 2     |       |
|                             | Vincenzo Massarelli Accede al ballottaggio | 6.118                       | 29,66 | Partito Democratico         | 2.665  | 13,60 | 3     |
| Liberal Democratici         | Vincenzo Massarelli Accede al ballottaggio | 6.118                       | 29,66 | 1.090                       | 5,56   | 1     |       |
| Popolari e Democratici      | Vincenzo Massarelli Accede al ballottaggio | 6.118                       | 29,66 | 971                         | 4,95   | 1     |       |
| Udeur                       | Vincenzo Massarelli Accede al ballottaggio | 6.118                       | 29,66 | 740                         | 3,78   | -     |       |
| Sinistra Ecologia Libertà   | Vincenzo Massarelli Accede al ballottaggio | 6.118                       | 29,66 | 471                         | 2,40   | -     |       |
| Federazione della Sinistra  | Vincenzo Massarelli Accede al ballottaggio | 6.118                       | 29,66 | 281                         | 1,43   | -     |       |
| Seggio al candidato sindaco | Seggio al candidato sindaco                | Seggio al candidato sindaco | 29,66 | 1                           |        |       |       |
|                             | Mario Mauriello                            | 6.054                       | 29,64 | Il Popolo della Libertà     | 3.283  | 16,75 | 3     |
| Con Te per Mugnano          | Mario Mauriello                            | 6.054                       | 29,64 | 993                         | 5,07   | 1     |       |
| Democrazia Cristiana        | Mario Mauriello                            | 6.054                       | 29,64 | 599                         | 3,06   | -     |       |
| Alleanza di Popolo          | Mario Mauriello                            | 6.054                       | 29,64 | 454                         | 2,32   | -     |       |
| Nuovo PSI                   | Mario Mauriello                            | 6.054                       | 29,64 | 218                         | 1,11   | -     |       |
| Federazione dei Verdi       | Mario Mauriello                            | 6.054                       | 29,64 | 175                         | 0,89   | -     |       |
| Seggio al candidato sindaco | Seggio al candidato sindaco                | Seggio al candidato sindaco | 29,64 | 1                           |        |       |       |
|                             | Luigi Vallefuoco                           | 1.975                       | 9,67  | Il Quadrifoglio per Mugnano | 769    | 3,92  | -     |
| Mugnanofutura               | Luigi Vallefuoco                           | 1.975                       | 9,67  | 766                         | 3,91   | -     |       |
| Seggio al candidato sindaco | Seggio al candidato sindaco                | Seggio al candidato sindaco | 9,67  | 1                           |        |       |       |
| Totale                      | Totale                                     | 19.601                      | 100   |                             | 20.422 | 100   | 30    |

### Pomigliano d'Arco
| Candidati                   | Candidati                              | Voti                        | %     | Liste                      | Voti   | %     | Seggi |
| --------------------------- | -------------------------------------- | --------------------------- | ----- | -------------------------- | ------ | ----- | ----- |
|                             | Raffaele Russo Accede al ballottaggio  | 12.467                      | 47,59 | Il Popolo della Libertà    | 4.588  | 17,88 | 8     |
| Unione di Centro            | Raffaele Russo Accede al ballottaggio  | 12.467                      | 47,59 | 2.830                      | 11,03  | 5     |       |
| Millesettecento99           | Raffaele Russo Accede al ballottaggio  | 12.467                      | 47,59 | 1.657                      | 6,46   | 2     |       |
| Liberal Democratici         | Raffaele Russo Accede al ballottaggio  | 12.467                      | 47,59 | 800                        | 3,12   | 1     |       |
| Noi Sud                     | Raffaele Russo Accede al ballottaggio  | 12.467                      | 47,59 | 699                        | 2,72   | 1     |       |
| Pomigliano a Centro         | Raffaele Russo Accede al ballottaggio  | 12.467                      | 47,59 | 640                        | 2,49   | 1     |       |
| Udeur                       | Raffaele Russo Accede al ballottaggio  | 12.467                      | 47,59 | 441                        | 1,72   | -     |       |
| La Mia Pomigliano           | Raffaele Russo Accede al ballottaggio  | 12.467                      | 47,59 | 224                        | 0,87   |       |       |
|                             | Onofrio Piccolo Accede al ballottaggio | 10.002                      | 38,18 | Partito Democratico        | 5.310  | 20,69 | 7     |
| Pomigliano Democratica      | Onofrio Piccolo Accede al ballottaggio | 10.002                      | 38,18 | 1.214                      | 4,73   | 1     |       |
| Alleanza Riformista         | Onofrio Piccolo Accede al ballottaggio | 10.002                      | 38,18 | 1.165                      | 4,54   | 1     |       |
| Italia dei Valori           | Onofrio Piccolo Accede al ballottaggio | 10.002                      | 38,18 | 744                        | 2,90   | 1     |       |
| Azione Cristiano Sociale    | Onofrio Piccolo Accede al ballottaggio | 10.002                      | 38,18 | 719                        | 2,80   | -     |       |
| Sinistra Ecologia Libertà   | Onofrio Piccolo Accede al ballottaggio | 10.002                      | 38,18 | 603                        | 2,35   | -     |       |
| Città Futura                | Onofrio Piccolo Accede al ballottaggio | 10.002                      | 38,18 | 378                        | 1,47   | -     |       |
| Seggio al candidato sindaco | Seggio al candidato sindaco            | Seggio al candidato sindaco | 38,18 | 1                          |        |       |       |
|                             | Francesco Vigorita                     | 1.461                       | 5,58  | Pomigliano Città Aperta    | 1.630  | 6,35  | -     |
| Seggio al candidato sindaco | Seggio al candidato sindaco            | Seggio al candidato sindaco | 5,58  | 1                          |        |       |       |
|                             | Felice Romano                          | 852                         | 3,25  | Federazione della Sinistra | 805    | 3,14  | -     |
|                             | Salvatore Cioffi                       | 737                         | 2,81  | Città Bene Comune          | 669    | 2,61  | -     |
|                             | Luca Errico                            | 676                         | 2,58  | Movimento 5 Stelle         | 548    | 2,14  | -     |
| Totale                      | Totale                                 | 25.664                      | 100   |                            | 26.195 | 100   | 30    |

### Sant'Anastasia
| Candidati | Candidati                               | Voti                        | %     | Liste                    | Voti   | %     | Seggi |
| --- | --------------------------------------- | --------------------------- | ----- | ------------------------ | ------ | ----- | ----- |
| | Carmine Esposito Accede al ballottaggio | 6.350                       | 35,93 | Il Popolo della Libertà  | 3.340  | 19,92 | 7     |
| Arcobaleno | Carmine Esposito Accede al ballottaggio | 6.350                       | 35,93 | 1.475                    | 8,80   | 3     |       |
| Nuovo PSI | Carmine Esposito Accede al ballottaggio | 6.350                       | 35,93 | 1.163                    | 6,94   | 2     |       |
| Democrazia Cristiana                                                                                           | Carmine Esposito Accede al ballottaggio | 6.350                       | 35,93 | 322                      | 1,92   | -     |       |
| | Giovanni Barone Accede al ballottaggio  | 3.861                       | 21,85 | Partito Democratico      | 2.032  | 12,12 | 1     |
| Sinistra per Sant'Anastasia (Federazione della Sinistra-Partito Socialista Italiano-Sinistra Ecologia Libertà) | Giovanni Barone Accede al ballottaggio  | 3.861                       | 21,85 | 1.133                    | 6,76   | 1     |       |
| Italia dei Valori                                                                                              | Giovanni Barone Accede al ballottaggio  | 3.861                       | 21,85 | 268                      | 1,60   | -     |       |
| Seggio al candidato sindaco                                                                                    | Seggio al candidato sindaco             | Seggio al candidato sindaco | 21,85 | 1                        |        |       |       |
| | Paolo Esposito                          | 3.781                       | 21,39 | Sant'Anastasia al Centro | 1.618  | 9,65  | 1     |
| Paolo Esposito Sindaco                                                                                         | Paolo Esposito                          | 3.781                       | 21,39 | 1.490                    | 8,88   | -     |       |
| Seggio al candidato sindaco                                                                                    | Seggio al candidato sindaco             | Seggio al candidato sindaco | 21,39 | 1                        |        |       |       |
| | Carmine Capuano                         | 3.141                       | 17,77 | Unione di Centro         | 1.359  | 8,10  | 1     |
| Socialisti Democratici                                                                                         | Carmine Capuano                         | 3.141                       | 17,77 | 942                      | 5,62   | 1     |       |
| Uniti per Sant'Anastasia                                                                                       | Carmine Capuano                         | 3.141                       | 17,77 | 511                      | 3,05   | -     |       |
| Giovani Anastasiani                                                                                            | Carmine Capuano                         | 3.141                       | 17,77 | 496                      | 2,96   | -     |       |
| Seggio al candidato sindaco                                                                                    | Seggio al candidato sindaco             | Seggio al candidato sindaco | 17,77 | 1                        |        |       |       |
| | Pasquale Miniero                        | 541                         | 3,06  | Forza Sant'Anastasia     | 621    | 3,70  | -     |
| Totale | Totale                                  | 16.770                      | 100   |                          | 17.674 | 100   | 20    |

### Sorrento
| Candidati                             | Candidati                   | Voti                        | %     | Liste                   | Voti   | %     | Seggi |
| ------------------------------------- | --------------------------- | --------------------------- | ----- | ----------------------- | ------ | ----- | ----- |
|                                       | Giuseppe Cuomo ✔️ Sindaco   | 7.270                       | 64,63 | Il Popolo della Libertà | 2.528  | 23,23 | 5     |
| Sorrento Domani                       | Giuseppe Cuomo ✔️ Sindaco   | 7.270                       | 64,63 | 1.663                   | 15,28  | 3     |       |
| Unione di Centro                      | Giuseppe Cuomo ✔️ Sindaco   | 7.270                       | 64,63 | 1.424                   | 13,09  | 3     |       |
| Alleanza per Sorrento                 | Giuseppe Cuomo ✔️ Sindaco   | 7.270                       | 64,63 | 978                     | 8,99   | 2     |       |
| Il Ponte                              | Giuseppe Cuomo ✔️ Sindaco   | 7.270                       | 64,63 | 887                     | 8,15   | 2     |       |
| Nuovo PSI-Sorrento Casa delle Libertà | Giuseppe Cuomo ✔️ Sindaco   | 7.270                       | 64,63 | 713                     | 6,55   | 1     |       |
|                                       | Luigi Mauro                 | 1.615                       | 14,36 | Partito Democratico     | 1.003  | 9,22  | 1     |
| Seggio al candidato sindaco           | Seggio al candidato sindaco | Seggio al candidato sindaco | 14,36 | 1                       |        |       |       |
|                                       | Rosario Fiorentino          | 1.294                       | 11,50 | Insieme per Sorrento    | 719    | 6,61  | 1     |
| Giovani per Sorrento                  | Rosario Fiorentino          | 1.294                       | 11,50 | 203                     | 1,87   | -     |       |
| Amiamo Sorrento Cattolici             | Rosario Fiorentino          | 1.294                       | 11,50 | 133                     | 1,22   | -     |       |
| Seggio al candidato sindaco           | Seggio al candidato sindaco | Seggio al candidato sindaco | 11,50 | 1                       |        |       |       |
|                                       | Luigi Di Prisco             | 564                         | 5,01  | Sorrento di Tutti       | 420    | 3,86  | -     |
|                                       | Giovanni Antonetti          | 506                         | 4,50  | Italia dei Valori       | 211    | 1,94  | -     |
| Totale                                | Totale                      | 10.882                      | 100   |                         | 11.249 | 100   | 20    |

### Terzigno
| Candidati                   | Candidati                                 | Voti                 | %     | Liste                   | Voti   | %     | Seggi |
| --------------------------- | ----------------------------------------- | -------------------- | ----- | ----------------------- | ------ | ----- | ----- |
|                             | Domenico Auricchio Accede al ballottaggio | 4.780                | 47,75 | Il Popolo della Libertà | 2.481  | 26,20 | 7     |
| Movimento per le Autonomie  | Domenico Auricchio Accede al ballottaggio | 4.780                | 47,75 | 1.113                   | 11,75  | 3     |       |
| La Destra                   | Domenico Auricchio Accede al ballottaggio | 4.780                | 47,75 | 816                     | 8,62   | 2     |       |
|                             | Franco Annunziata Accede al ballottaggio  | 2.566                | 25,63 | Oltre il Vesuvio        | 1.673  | 17,67 | 3     |
| Giovani Democratici         | Franco Annunziata Accede al ballottaggio  | 2.566                | 25,63 | 338                     | 3,57   | -     |       |
| Federazione dei Verdi       | Franco Annunziata Accede al ballottaggio  | 2.566                | 25,63 | 197                     | 2,08   | -     |       |
| Seggio di coalizione        | Seggio di coalizione                      | Seggio di coalizione | 25,63 | 1                       |        |       |       |
|                             | Salvatore Annunziata                      | 2.194                | 21,92 | Unione di Centro        | 1.594  | 16,83 | 2     |
| Insieme per Terzigno        | Salvatore Annunziata                      | 2.194                | 21,92 | 662                     | 6,99   | 1     |       |
| Centro Democratico Liberale | Salvatore Annunziata                      | 2.194                | 21,92 | 293                     | 3,09   | -     |       |
| Seggio di coalizione        | Seggio di coalizione                      | Seggio di coalizione | 21,92 | 1                       |        |       |       |
|                             | Francesco Ranieri                         | 471                  | 4,70  | Italia dei Valori       | 303    | 3,20  | -     |
| Totale                      | Totale                                    | 9.470                | 100   |                         | 10.011 | 100   | 20    |

## Caserta

### Casal di Principe
| Candidati                         | Candidati                      | Voti                        | %     | Liste                                | Voti   | %     | Seggi |
| --------------------------------- | ------------------------------ | --------------------------- | ----- | ------------------------------------ | ------ | ----- | ----- |
|                                   | Pasquale Martinelli ✔️ Sindaco | 7.275                       | 58,43 | Udeur                                | 3.894  | 31,70 | 7     |
| Popolo del Sud                    | Pasquale Martinelli ✔️ Sindaco | 7.275                       | 58,43 | 1.216                                | 9,90   | 2     |       |
| Progetto Democratico              | Pasquale Martinelli ✔️ Sindaco | 7.275                       | 58,43 | 1.211                                | 9,86   | 2     |       |
| Martinelli Sindaco                | Pasquale Martinelli ✔️ Sindaco | 7.275                       | 58,43 | 1.052                                | 8,56   | 1     |       |
|                                   | Elio Natale                    | 4.747                       | 38,13 | Il Popolo della Libertà              | 3.837  | 31,23 | 6     |
| Alleanza di Centro per la Libertà | Elio Natale                    | 4.747                       | 38,13 | 855                                  | 6,96   | 1     |       |
| Seggio al candidato sindaco       | Seggio al candidato sindaco    | Seggio al candidato sindaco | 38,13 | 1                                    |        |       |       |
|                                   | Vincenzo Schiavone             | 429                         | 3,45  | Partito del Sud-Alleanza Meridionale | 220    | 1,79  | -     |
| Totale                            | Totale                         | 12.285                      | 100   |                                      | 12.451 | 100   | 20    |

### Castel Volturno
| Candidati                         | Candidati                        | Voti                        | %     | Liste                   | Voti   | %     | Seggi |
| --------------------------------- | -------------------------------- | --------------------------- | ----- | ----------------------- | ------ | ----- | ----- |
|                                   | Antonio Aldo Scalzone ✔️ Sindaco | 6.166                       | 53,55 | Il Popolo della Libertà | 3.887  | 35,05 | 10    |
| Progetto Litorale Domizio         | Antonio Aldo Scalzone ✔️ Sindaco | 6.166                       | 53,55 | 774                     | 6,98   | 1     |       |
| Movimento per Scalzone Sindaco    | Antonio Aldo Scalzone ✔️ Sindaco | 6.166                       | 53,55 | 619                     | 5,58   | 1     |       |
| Alleanza Socialista               | Antonio Aldo Scalzone ✔️ Sindaco | 6.166                       | 53,55 | 313                     | 2,82   | -     |       |
| La Destra - Fiamma Tricolore      | Antonio Aldo Scalzone ✔️ Sindaco | 6.166                       | 53,55 | 215                     | 1,94   | -     |       |
|                                   | Ferdinando Letizia               | 2.961                       | 25,71 | Liberamente             | 1.370  | 12,35 | 3     |
| Alleanza di Centro per la Libertà | Ferdinando Letizia               | 2.961                       | 25,71 | 577                     | 5,20   | 1     |       |
| Movimento per le Autonomie        | Ferdinando Letizia               | 2.961                       | 25,71 | 427                     | 3,85   | -     |       |
| Città Normale                     | Ferdinando Letizia               | 2.961                       | 25,71 | 417                     | 3,76   | -     |       |
| Udeur                             | Ferdinando Letizia               | 2.961                       | 25,71 | 158                     | 1,42   | -     |       |
| Seggio al candidato sindaco       | Seggio al candidato sindaco      | Seggio al candidato sindaco | 25,71 | 1                       |        |       |       |
|                                   | Pietro Paolo Giardina            | 1.187                       | 10,31 | Unione di Centro        | 1.242  | 11,20 | 1     |
| Seggio al candidato sindaco       | Seggio al candidato sindaco      | Seggio al candidato sindaco | 10,31 | 1                       |        |       |       |
|                                   | Alfonso Caprio                   | 754                         | 6,55  | Partito Democratico     | 706    | 6,37  | -     |
| Seggio al candidato sindaco       | Seggio al candidato sindaco      | Seggio al candidato sindaco | 6,55  | 1                       |        |       |       |
|                                   | Fabio Russo                      | 447                         | 3,88  | Italia dei Valori       | 384    | 3,46  | -     |
| Totale                            | Totale                           | 11.089                      | 100   |                         | 11.515 | 100   | 20    |

### Maddaloni
| Candidati                                  | Candidati                   | Voti                        | %     | Liste                                   | Voti   | %     | Seggi |
| ------------------------------------------ | --------------------------- | --------------------------- | ----- | --------------------------------------- | ------ | ----- | ----- |
|                                            | Antonio Cerreto ✔️ Sindaco  | 12.821                      | 54,12 | Unione di Centro                        | 4.814  | 20,61 | 7     |
| Il Popolo della Libertà                    | Antonio Cerreto ✔️ Sindaco  | 12.821                      | 54,12 | 4.767                                   | 20,41  | 7     |       |
| Movimento per le Autonomie-Nuovo PSI-Altri | Antonio Cerreto ✔️ Sindaco  | 12.821                      | 54,12 | 2.338                                   | 10,01  | 3     |       |
| Popolari Liberali                          | Antonio Cerreto ✔️ Sindaco  | 12.821                      | 54,12 | 1.276                                   | 5,46   | 1     |       |
| La Destra                                  | Antonio Cerreto ✔️ Sindaco  | 12.821                      | 54,12 | 89                                      | 0,38   | 1     |       |
|                                            | Carmine Addesso             | 5.345                       | 22,56 | Partito Democratico                     | 5.395  | 23,10 | 6     |
| Seggio al candidato sindaco                | Seggio al candidato sindaco | Seggio al candidato sindaco | 22,56 | 1                                       |        |       |       |
|                                            | Vincenzo Santangelo         | 2.719                       | 11,48 | Udeur                                   | 2.154  | 9,22  | 2     |
| Seggio al candidato sindaco                | Seggio al candidato sindaco | Seggio al candidato sindaco | 11,48 | 1                                       |        |       |       |
|                                            | Aldo Ugo Tagliafierro       | 1.727                       | 7,29  | Alleanza per l'Italia-Italia dei Valori | 1.305  | 5,59  | -     |
| Seggio al candidato sindaco                | Seggio al candidato sindaco | Seggio al candidato sindaco | 7,29  | 1                                       |        |       |       |
|                                            | Vincenzo Bove               | 1.077                       | 4,55  | Uniti per Maddaloni                     | 1.218  | 5,21  | -     |
| Seggio al candidato sindaco                | Seggio al candidato sindaco | Seggio al candidato sindaco | 4,55  | 1                                       |        |       |       |
| Totale                                     | Totale                      | 23.356                      | 100   |                                         | 23.689 | 100   | 30    |

## Salerno

### Angri
| Candidati                   | Candidati                                 | Voti                        | %     | Liste                            | Voti   | %    | Seggi |
| --------------------------- | ----------------------------------------- | --------------------------- | ----- | -------------------------------- | ------ | ---- | ----- |
|                             | Pasquale Mauri Accede al ballottaggio     | 6.699                       | 31,65 | Unione di Centro                 | 1.816  | 9,04 | 3     |
| Angri in Movimento          | Pasquale Mauri Accede al ballottaggio     | 6.699                       | 31,65 | 1.768                            | 8,80   | 3    |       |
| Angri Città Nuova           | Pasquale Mauri Accede al ballottaggio     | 6.699                       | 31,65 | 1.742                            | 8,67   | 3    |       |
| Progetto Comune             | Pasquale Mauri Accede al ballottaggio     | 6.699                       | 31,65 | 1.705                            | 8,48   | 3    |       |
|                             | Antonio Squillante Accede al ballottaggio | 5.244                       | 24,78 | Alleanza per Angri               | 1.754  | 8,73 | 2     |
| Forza Angri                 | Antonio Squillante Accede al ballottaggio | 5.244                       | 24,78 | 1.253                            | 6,23   | 1    |       |
| Movimento Politico Angrese  | Antonio Squillante Accede al ballottaggio | 5.244                       | 24,78 | 811                              | 4,04   | -    |       |
| La Nuova Angri              | Antonio Squillante Accede al ballottaggio | 5.244                       | 24,78 | 690                              | 3,43   | -    |       |
| Rinascita Angrese           | Antonio Squillante Accede al ballottaggio | 5.244                       | 24,78 | 410                              | 2,04   | -    |       |
| Circolo della Libertà       | Antonio Squillante Accede al ballottaggio | 5.244                       | 24,78 | 293                              | 1,46   | -    |       |
| Noi Sud                     | Antonio Squillante Accede al ballottaggio | 5.244                       | 24,78 | 131                              | 0,65   | -    |       |
| Seggio al candidato sindaco | Seggio al candidato sindaco               | Seggio al candidato sindaco | 24,78 | 1                                |        |      |       |
|                             | Cosimo Ferraioli                          | 3.785                       | 17,88 | Partito Democratico              | 1.618  | 8,05 | 1     |
| Sinistra per Angri          | Cosimo Ferraioli                          | 3.785                       | 17,88 | 725                              | 3,61   | -    |       |
| Noi Angri                   | Cosimo Ferraioli                          | 3.785                       | 17,88 | 671                              | 3,34   | -    |       |
| Italia dei Valori           | Cosimo Ferraioli                          | 3.785                       | 17,88 | 491                              | 2,44   | -    |       |
| Seggio al candidato sindaco | Seggio al candidato sindaco               | Seggio al candidato sindaco | 17,88 | 1                                |        |      |       |
|                             | Gianfranco D'Antonio                      | 2.872                       | 13,57 | Con Gianfranco D'Antonio Sindaco | 938    | 4,67 | -     |
| Tempi Nuovi                 | Gianfranco D'Antonio                      | 2.872                       | 13,57 | 707                              | 3,52   | -    |       |
| Lega Sud                    | Gianfranco D'Antonio                      | 2.872                       | 13,57 | 227                              | 1,13   | -    |       |
| Seggio al candidato sindaco | Seggio al candidato sindaco               | Seggio al candidato sindaco | 13,57 | 1                                |        |      |       |
|                             | Marcello Ferrara                          | 1.154                       | 5,45  | Battiti per Angri                | 533    | 2,65 | -     |
| Uniti per la Nostra Terra   | Marcello Ferrara                          | 1.154                       | 5,45  | 486                              | 2,42   | -    |       |
| Aria Pulita                 | Marcello Ferrara                          | 1.154                       | 5,45  | 178                              | 0,89   | -    |       |
| Seggio al candidato sindaco | Seggio al candidato sindaco               | Seggio al candidato sindaco | 5,45  | 1                                |        |      |       |
|                             | Gaetano Saporito                          | 733                         | 3,46  | Io Amo Angri                     | 278    | 1,38 | -     |
| Democrazia Partecipata      | Gaetano Saporito                          | 733                         | 3,46  | 163                              | 0,81   | -    |       |
| Naturalista                 | Gaetano Saporito                          | 733                         | 3,46  | 134                              | 0,67   | -    |       |
|                             | Mario Rosario Capone                      | 676                         | 3,19  | Un'Altra Angri                   | 575    | 2,86 | -     |
| Totale                      | Totale                                    | 20.097                      | 100   |                                  | 21.163 | 100  | 20    |

### Cava de' Tirreni
| Candidati                   | Candidati                   | Voti                        | %     | Liste                      | Voti   | %     | Seggi |
| --------------------------- | --------------------------- | --------------------------- | ----- | -------------------------- | ------ | ----- | ----- |
|                             | Marco Galdi ✔️ Sindaco      | 21.486                      | 60,61 | Il Popolo della Libertà    | 9.592  | 28,98 | 10    |
| Cava per le Libertà         | Marco Galdi ✔️ Sindaco      | 21.486                      | 60,61 | 6.173                      | 18,65  | 6     |       |
| Unione di Centro            | Marco Galdi ✔️ Sindaco      | 21.486                      | 60,61 | 2.666                      | 8,05   | 2     |       |
| Democrazia Cristiana        | Marco Galdi ✔️ Sindaco      | 21.486                      | 60,61 | 1.110                      | 3,35   | -     |       |
| La Cava                     | Marco Galdi ✔️ Sindaco      | 21.486                      | 60,61 | 709                        | 2,14   | -     |       |
| Movimento per le Autonomie  | Marco Galdi ✔️ Sindaco      | 21.486                      | 60,61 | 571                        | 1,73   | -     |       |
|                             | Luigi Gravagnuolo           | 12.693                      | 35,80 | Cava Millennio             | 5.760  | 17,40 | 5     |
| Solo per Cava               | Luigi Gravagnuolo           | 12.693                      | 35,80 | 5.152                      | 15,57  | 4     |       |
| Seggio al candidato sindaco | Seggio al candidato sindaco | Seggio al candidato sindaco | 35,80 | 1                          |        |       |       |
|                             | Michele Mazzeo              | 1.273                       | 3,59  | Federazione della Sinistra | 1.365  | 4,12  | -     |
| Seggio al candidato sindaco | Seggio al candidato sindaco | Seggio al candidato sindaco | 3,59  | 1                          |        |       |       |
| Totale                      | Totale                      | 33.098                      | 100   |                            | 35.452 | 100   | 30    |

### Eboli
| Candidati                             | Candidati                                 | Voti                 | %     | Liste                     | Voti   | %     | Seggi |
| ------------------------------------- | ----------------------------------------- | -------------------- | ----- | ------------------------- | ------ | ----- | ----- |
|                                       | Martino Melchionda Accede al ballottaggio | 7.258                | 30,14 | Partito Democratico       | 4.486  | 19,60 | 11    |
| Fatti per Eboli                       | Martino Melchionda Accede al ballottaggio | 7.258                | 30,14 | 2.273                     | 9,94   | 5     |       |
| Alleanza per l'Italia                 | Martino Melchionda Accede al ballottaggio | 7.258                | 30,14 | 903                       | 3,95   | 2     |       |
|                                       | Massimo Cariello Accede al ballottaggio   | 7.199                | 29,89 | Unione di Centro          | 1.824  | 7,97  | 2     |
| Mcd Massimo Cariello Sindaco          | Massimo Cariello Accede al ballottaggio   | 7.199                | 29,89 | 1.813                     | 7,93   | 2     |       |
| Federazione della Sinistra            | Massimo Cariello Accede al ballottaggio   | 7.199                | 29,89 | 1.432                     | 6,26   | 1     |       |
| Italia dei Valori                     | Massimo Cariello Accede al ballottaggio   | 7.199                | 29,89 | 870                       | 3,80   | 1     |       |
| Partito Socialista Italiano           | Massimo Cariello Accede al ballottaggio   | 7.199                | 29,89 | 852                       | 3,72   | -     |       |
| Città Democratica                     | Massimo Cariello Accede al ballottaggio   | 7.199                | 29,89 | 672                       | 2,94   | -     |       |
| Seggio di coalizione                  | Seggio di coalizione                      | Seggio di coalizione | 29,89 | 1                         |        |       |       |
|                                       | Vito Busillo                              | 6.006                | 24,94 | Il Popolo della Libertà   | 3.114  | 13,61 | 3     |
| Noi Sud                               | Vito Busillo                              | 6.006                | 24,94 | 1.032                     | 4,51   | 1     |       |
| Liberali e Cristiani-Unione di Centro | Vito Busillo                              | 6.006                | 24,94 | 848                       | 3,71   | -     |       |
| La Destra                             | Vito Busillo                              | 6.006                | 24,94 | 272                       | 1,19   | -     |       |
| Democrazia Cristiana                  | Vito Busillo                              | 6.006                | 24,94 | 180                       | 0,79   | -     |       |
| Seggio di coalizione                  | Seggio di coalizione                      | Seggio di coalizione | 24,94 | 1                         |        |       |       |
|                                       | Gerardo Rosania                           | 2.397                | 9,95  | Sinistra Ecologia Libertà | 796    | 3,48  | -     |
| Con Rosania per Eboli                 | Gerardo Rosania                           | 2.397                | 9,95  | 674                       | 2,95   | -     |       |
| Seggio di coalizione                  | Seggio di coalizione                      | Seggio di coalizione | 9,95  | 1                         |        |       |       |
|                                       | Cosimo Pio Di Benedetto                   | 1.221                | 5,07  | Nuovo PSI                 | 631    | 2,76  | -     |
| Udeur                                 | Cosimo Pio Di Benedetto                   | 1.221                | 5,07  | 204                       | 0,89   | -     |       |
| Totale                                | Totale                                    | 22.874               | 100   |                           | 24.081 | 100   | 30    |